# Журавинка (остановочный пункт, Гомельское отделение)
Журавинка — остановочный железнодорожный пункт Гомельского отделения Белорусской железной дороги на линии Чернигов—Новобелицкая, расположенный возле дач (садовые товарищества «Журавинка», «Зелёный луг-2» и другие), что северо-западнее деревни Грабовка.

## История
Остановочный пункт был открыт на действующей ж/д линии Чернигов—Новобелицкая Юго-Западной железной дороги. На топографической карте n-36-135 по состоянию местности на 1986 год обозначен.

## Общие сведения
Станция представлена одной боковой платформой. Имеет 1 путь. Нет здания вокзала. 

## Пассажирское сообщение
Ежедневно станция принимает бывшие пригородные поезда — поезда региональных линий эконом-класса и городских линий сообщения Кравцовка—Гомель.